# 4028-as busz
A 4028-as jelzésű autóbuszvonal egy Mezőkeresztes-Mezőnyárád vasútállomás és Mezőcsát között közlekedő helyközi járat, amelyet a Volánbusz Zrt. üzemeltet Gelej érintésével.

## Útvonala
A Mezőkeresztes-Mezőnyárád vasútállomásról indul. A Mezőnyárád mellett elhelyezkedő állomást keleti, majd déli irányban hagyja el Mezőkeresztes felé. A városnak a Szentistváni útjánál található fordulóhoz az összes járat kitér, sőt egy-két busz végállomásozik is itt. A 3305-ös mellékúton robog tovább Mezőnagymihály községbe. Útvonala egyhangú, alföldi jellegű tájon megy keresztül, 5 percen belül Gelejre érkezik. Szinte az összes fordának érkezési állomása, kivéve egyetlen, hajnali, naponta közlekedő busznak. Az a 11 kilométerrel arrébb fekvő Mezőcsátról indul, és teljes útvonalon közlekedik.
Ellentétes irányban útvonala változatlan.

## Közlekedése
Indításszáma átlagos, a környék egyik nagyobbik vasútállomásán (mezőnyárádi) vagy autóbuszi (Mezőkövesd/Bükkábrány felé/felől > 4006-os busz), vagy vasúti (Füzesabony/Miskolc felé/felől > 80-as vonal) csatlakozást biztosítanak a legtöbb esetben.
| Útvonal                                                       | Indításszám     | Közlekedési rend          |
| ------------------------------------------------------------- | --------------- | ------------------------- |
| Mezőkeresztes, aut. vt. ➝ Mezőkeresztes-Mezőnyárád vá.        | 1 oda           | munkanapokon              |
| Mezőkeresztes-Mezőnyárád vá. – Mezőkeresztes, Szentistváni út | 2 oda, 1 vissza | tanítási napokon          |
| Mezőkeresztes-Mezőnyárád vá. – Mezőkeresztes, Szentistváni út | 1 pár           | tanszünetben munkanapokon |
| Mezőkeresztes-Mezőnyárád vá. – Gelej, kh.                     | 6 oda, 7 vissza | tanítási napokon          |
| Mezőkeresztes-Mezőnyárád vá. – Gelej, kh.                     | 7 pár           | tanszünetben munkanapokon |
| Mezőkeresztes-Mezőnyárád vá. – Gelej, kh.                     | 7 oda, 5 vissza | hétvégén                  |
| Mezőcsát, aut. vt. ➝ Mezőkeresztes-Mezőnyárád vá.             | 1 oda           | munkanapokon              |

## Megállóhelyei
| 0                                 | Mezőkeresztes-Mezőnyárád vasútállomás végállomás       | 0.0 km  | 3747, 4006, 4007, 4008, 4009, 4021, 4030 személyvonat – Mezőkeresztes-Mezőnyárád [80.] |
| 1                                 | Mezőkeresztes, lakótelep                               | 1.2 km  | 3747, 4008, 4009, 4019, 4021, 4026, 4030                                               |
| 2                                 | Mezőkeresztes, malom                                   | 2.3 km  | 3747, 4008, 4009, 4019, 4021, 4026, 4030                                               |
| 3                                 | Mezőkeresztes, autóbusz-váróterem vonalközi végállomás | 3.0 km  | 3747, 4008, 4009, 4019, 4021, 4026, 4030                                               |
| 4                                 | Mezőkeresztes, templom                                 | 3.5 km  | 3747, 4008, 4009, 4019, 4021, 4026, 4030                                               |
| 5                                 | Mezőkeresztes, körzeti iskola                          | 3.8 km  | 3747, 4026, 4030                                                                       |
| 6                                 | Mezőkeresztes, Katona utca                             | 4.4 km  | 3747, 4019, 4030                                                                       |
| 7                                 | Mezőkeresztes, óvoda                                   | 5.0 km  | 3747, 4019, 4030                                                                       |
| 8                                 | Mezőkeresztes, Szentistváni út vonalközi végállomás    | 5.3 km  | 3747, 4030                                                                             |
| 9                                 | Mezőkeresztes, óvoda                                   | 5.6 km  | 3747, 4019, 4030                                                                       |
| 10                                | Mezőkeresztes, Katona utca                             | 6.2 km  | 3747, 4019, 4030                                                                       |
| 11                                | Mezőkeresztes, körzeti iskola                          | 6.8 km  | 3747, 4026, 4030                                                                       |
| 12                                | Mezőkeresztes, bolt                                    | 7.6 km  | 3747, 4008, 4009, 4021, 4030                                                           |
| 13                                | Mezőnagymihály, Kossuth utca 7.                        | 10.3 km | 3747, 4008, 4009, 4021, 4030                                                           |
| 14                                | Mezőnagymihály, takarékszövetkezet                     | 10.9 km | 3747, 4008, 4009, 4021, 4030                                                           |
| 15                                | Mezőnagymihály, bolt                                   | 11.3 km | 3747, 4008, 4009, 4021, 4030                                                           |
| 16                                | Mezőnagymihály, temető                                 | 12.1 km | 3747, 4008, 4009, 4021, 4030                                                           |
| 17                                | Gelej, temető                                          | 15.5 km | 3747, 4008, 4009, 4021, 4030                                                           |
| 18                                | Gelej, községháza vonalközi végállomás                 | 16.0 km | 3747, 4008, 4009, 4021, 4030                                                           |
| Csak a Mezőcsátról induló érinti. |                                                        |         |                                                                                        |
| ∫                                 | Gelej, Petőfi út 56.                                   | ∫       | 4008, 4009, 4021, 4030                                                                 |
| ∫                                 | Mezőcsát, vásártér                                     | ∫       | 4008, 4009, 4021, 4030                                                                 |
| ∫                                 | Mezőcsát, autóbusz-váróterem végállomás                | ∫       | 3741, 3743, 3963, 3964, 3965, 3976, 4008, 4009, 4010, 4021, 4030                       |